# Ficaria verna
Ficaria verna, la celidonia menor, es una especie del género Ficaria nativa de Europa y Asia Occidental, y naturalizada en muchas regiones de Norteamérica.

## Descripción
Es una herbácea perenne de porte pequeño con raíces tuberosas, ahusadas con engrosamientos casi en la superficie. Tallos de 3 a 40 cm erectos y glabros. Las hojas, largamente pecioladas, de 8 por 9 cm con limbo ovado-cordado, entero o crenado, son de color verde oscuro brillante, a menudo manchadas de blanco o púrpura.

Flores solitarias que surgen en el ápice de los tallos; hermafroditas, actinomorfas, de más de 6 cm de diámetro, perianto de 3 sépalos, con 7 a 13 pétalos de color amarillo brillante. El fruto es un aquenio más o menos globular que contiene una sola semilla.

Florece durante el invierno a partir de mediados de febrero y la primavera.
Se han desarrollado gran cantidad de cultivares debido a su facilidad de hibridación.

Morfología
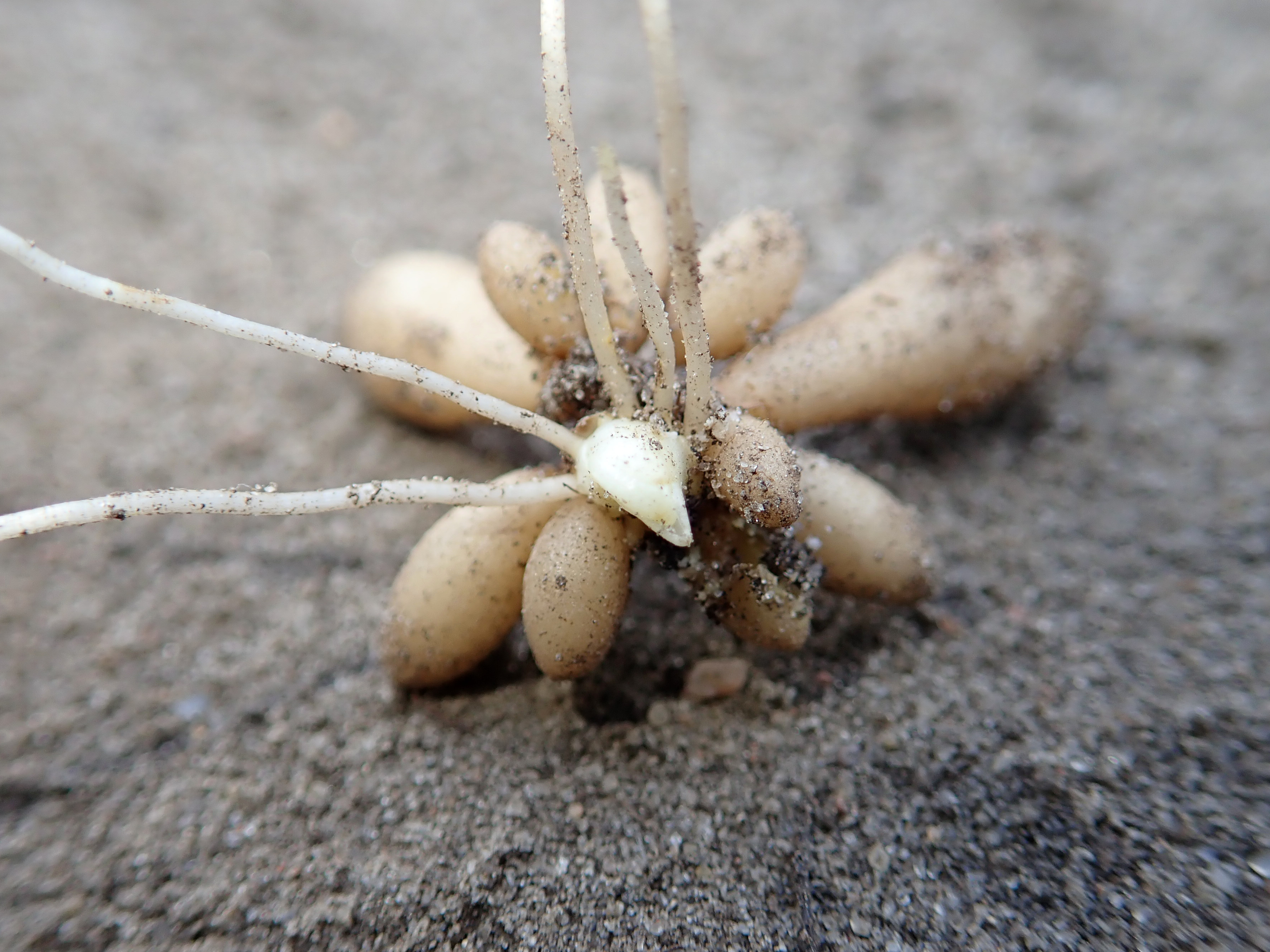
Raíces tuberosas
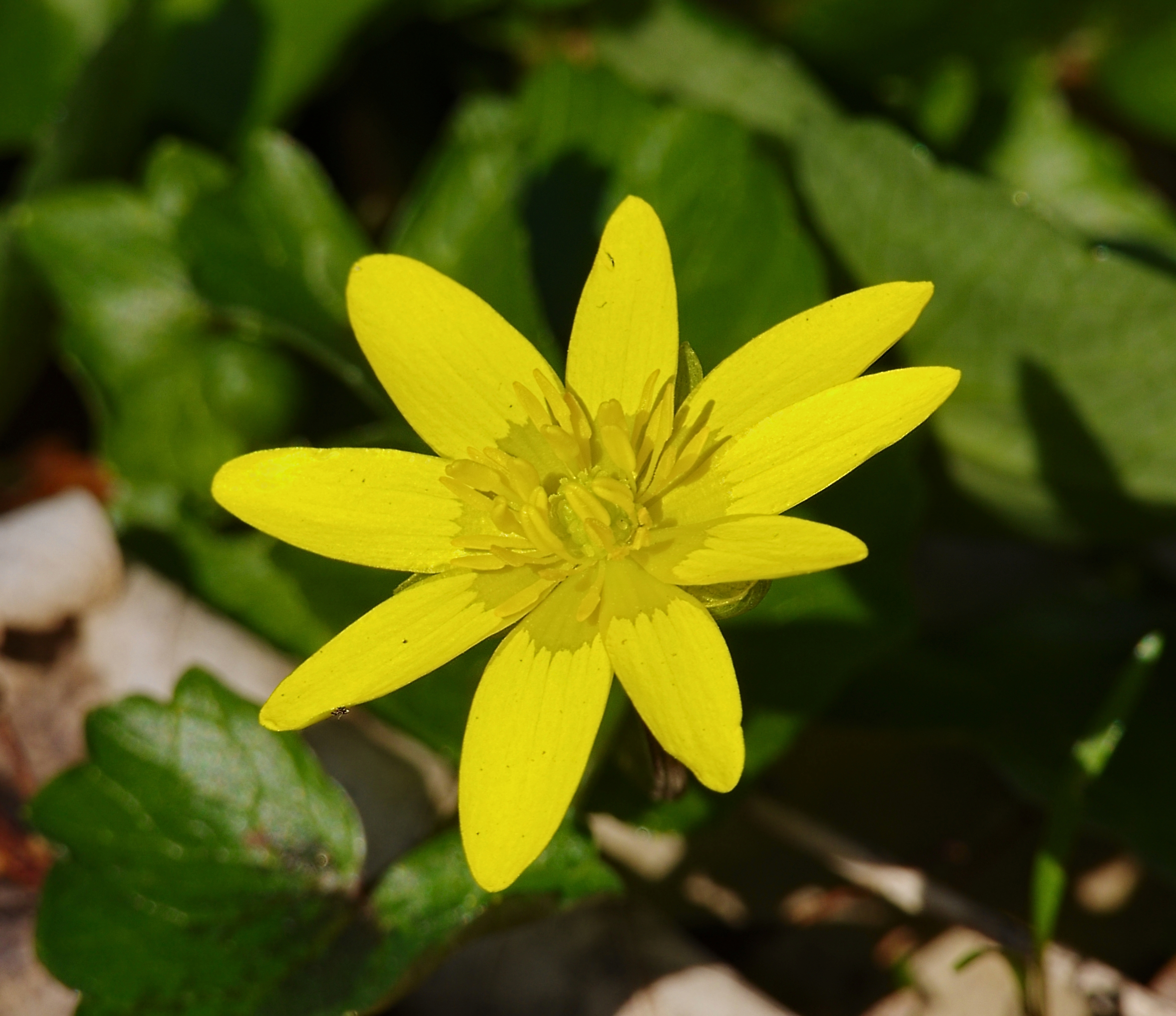
Flor
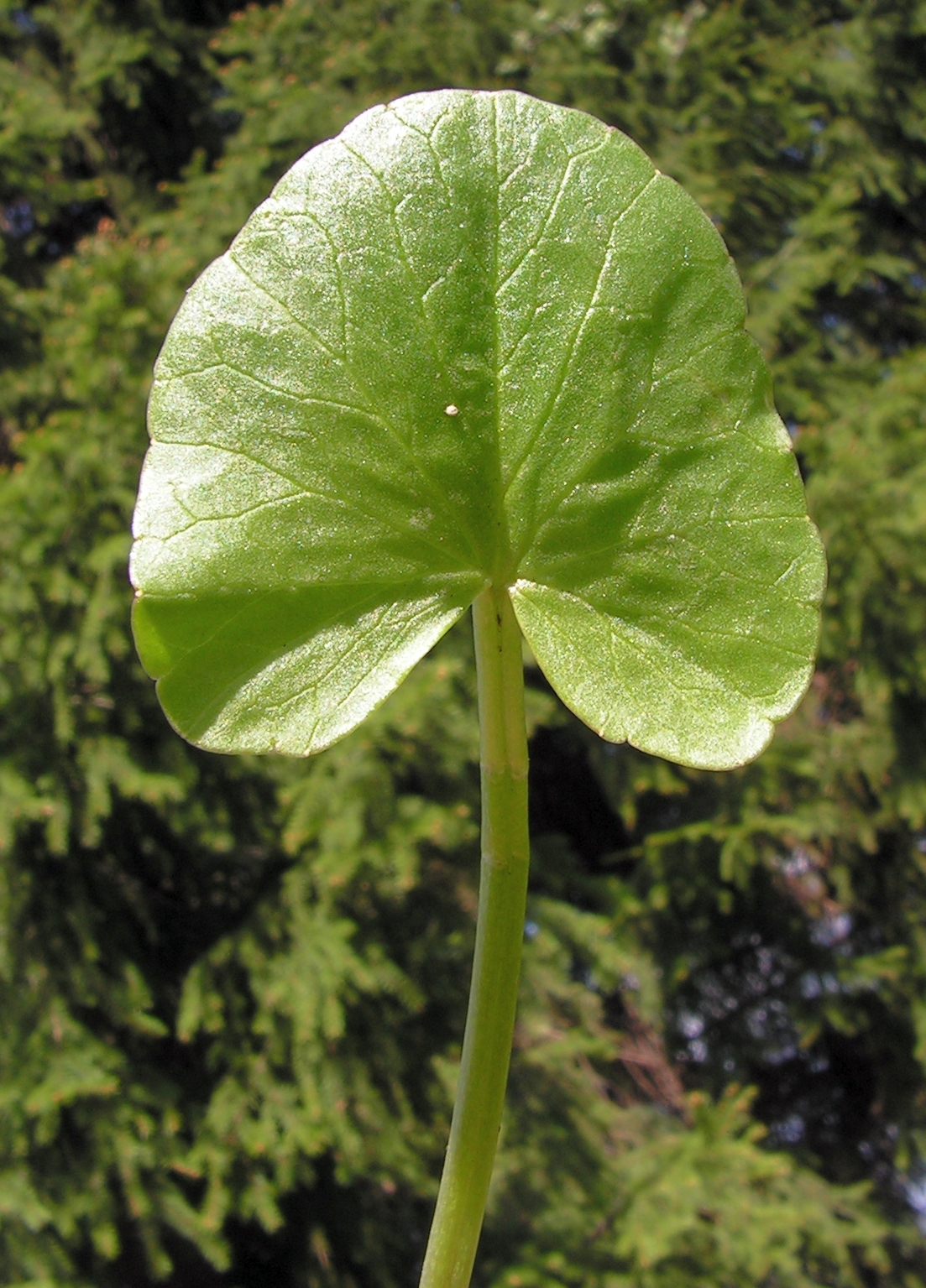
Detalle de la hoja

## Distribución y hábitat
Se distribuye en toda Europa, incluida la región mediterránea. Introducida como planta invasiva en Norteamérica. 
Se encuentra en zonas húmedas sombreadas y fescas, pastizales, herbazales, nitrófilos, riberas y bosques frescos en general (rebollares, hayedos...), a cualquier altitud si las condiciones son las adecuadas.

## Taxonomía
Esta planta fue descrita por Carlos Linneo y publicada en Species Plantarum en 1753 como Ranunculus ficaria. Pocos años después, en 1762, fue nuevamente descrita por William Hudson y publicada en Flora anglica como Ficaria verna, incurriendo, supuestamente, en sinonimia. Estudios realizados y publicados en 2012 clasificaron a esta especie en el género Ficaria, por lo que el nombre propuesto por Hudson es el aceptado.
Citología
El número cromosomático de esta especie y de sus táxones infraespecificos es: 2n = 24

## Usos
Se utiliza habitualmente en jardinería como planta ornamental. En muchos lugares llega a convertirse en especie invasiva.

### En gastronomía
Las hojas tiernas, tallos y capullos se pueden consumir en ensaladas. No obstante, cuando la planta fructifica se vuelve tóxica.

### En medicina tradicional
Composición química y toxicidad
La planta contiene una lactona oleaginosa volátil llamada protoanemonina que se libera al romper o estrujar alguna de las partes. Es un compuesto irritante que produce dermatitis por contacto. Sin embargo, las plantas secas o las utilizadas de forma terapéutica cocidas pierden ese efecto.
También contiene saponinas con base de hederagenina y ácido oleanólico.
Tiene propiedades astringentes y demulcentes. Se considera efectiva contra las hemorroides por sus propiedades vasoconstrictoras. 
Es hemostática.
También se ha utilizado contra el escorbuto, debido al alto contenido en vitamina C de sus hojas.

## Nombres comunes
Botón de oro, celedonia, celidonia menor, celidonia minor, celidonis menor, centaura menor, centella, escrofularia menor, ficaria, hierba centella, hierba centella menor, hierba de las almorranas, hierba de los chapazales, hierbas de las almorranas, morronera, ojos de diosa, ranúnculo, verruguera, yerba centella menor, yerba de las almorranas.